# TV Nieder-Olm
| TV 1893 e. V. Nieder-Olm | TV 1893 e. V. Nieder-Olm |
| Vereinsdaten             | Vereinsdaten |
| ------------------------ | --- |
| Gegründet:               | Juli 1893 |
| Vereinsfarben:           | rot-weiß |
| Mitglieder:              | über 2000 (2019) |
| Spielstätte (Handball):  | Sporthalle an der Realschule plus Maler-Metten-Weg 55268 Nieder-Olm                                                                               |
| Abteilungen:             | Handball Ski Badminton Freizeitsport Gymnastik Judo Ju-Jutsu Koronarsport Lauftreff Radtreff Leichtathletik Prellball Schwimmen Turnen Volleyball |
| Anschrift:               | TV Nieder-Olm Geschäftsstelle Ludwig-Eckes-Allee 6 55268 Nieder-Olm                                                                               |
| Website:                 | www.tv-nieder-olm.de |

Der Turnverein 1893 e. V. Nieder-Olm (kurz TV Nieder-Olm oder TVNO) ist ein Sportverein aus der rheinhessischen Stadt Nieder-Olm.
Der TV Nieder-Olm hat über 2000 Mitglieder in 16 Abteilungen. Neben der 1925 gegründeten Handballabteilung, die die größte Abteilung des Vereins stellt, bietet der TV Nieder-Olm Skifahren, Badminton, Freizeitsport, Gymnastik, Judo, Ju-Jitsu, Koronarsport, Leichtathletik, Prellball, Schwimmen, Turnen, Volleyball und dazu vereinsoffen je einen Lauf- und Radtreff an.

## Handball
Die Handballabteilung besteht aus drei Herren- und einer Damenmannschaft. Im Jugendbereich wird das gesamte Altersspektrum von den Minis bis zur A-Jugend abgedeckt.
Die erste Herrenmannschaft des TVNO stieg zur Saison 1993/94 in die 2. Handball-Bundesliga auf, musste aber als Tabellenletzter wieder in die Regionalliga Südwest absteigen. Zur Saison 2011/12 trat die Herrenmannschaft TV Nieder-Olm in der 3. Liga an und stieg nach der ersten Saison in die neugegründete Handball-Oberliga Rheinland-Pfalz/Saar (RPS) ab. Ab der Saison 2017/18 spielte sie in der fünftklassigen Rheinhessenliga und stieg nach der im Frühjahr 2020 wegen der COVID-19-Pandemie abgebrochenen Saison 2019/20 als Erster wieder in die Oberliga RPS auf.
Die erste Damenmannschaft tritt in der Saison 2023/24 in der Rheinhessenliga an.
Die männliche A-Jugend schaffte erstmals die Qualifikation zur A-Jugend-Bundesliga (JBLH) in der Saison 2021/22 und verpasste die Meisterrunde und die erneuten JBLH-Teilnahme zur Folgesaison nur knapp. In der gleichen Saison errang das B-Jugend-Team des TV die Meisterschaft in der Oberliga RPS und sicherte durch das Erreichen des Viertelfinals der deutsche B-Jugend-Meisterschaft, die erneute A-Jugend-Bundesliga-Qualifikation (JBLH). In der Saison 2022/23 erreichte der TV-Nachwuchs (Jhrg. 04/05) die Meisterrunde der JBLH und somit im dritten Jahr in Folge Qualifikation und Teilnahme an der A-Jugend-Handball-Bundesliga der Saison 2023/24.   

## Schwimmen
Die Schwimmabteilung hat sich im Jahre 2000 mit fünf weiteren Schwimmvereinen aus Mainz und Rheinhessen zur SG EWR Rheinhessen-Mainz zusammengeschlossen.

## Belege
1. ↑  Website, abgerufen am 15. März 2019
2. ↑  Die Abteilung (Memento vom 18. September 2017 im Internet Archive)
3. ↑  Saison 1993/94 auf bundesligainfo.de